# Johann Jakob Griesbach
Johann Jakob Griesbach (Butzbach, 4 janeiro de 1745 — Jena, 12 de março de 1812) foi um teólogo alemão, professor a partir de 1775 na Universidade de Jena.
Estudioso da Bíblia, é considerado um dos pais da crítica do Novo Testamento.
Esteve em contato com vários dos contemporâneos mais ilustres da região e da época, como Herder, Goethe e Schiller, tendo cedido o auditório de sua casa em Jena, em 26 de maio de 1789, para que Schiller pudesse realizar sua palestra inaugural da cátedra de História na Universidade. Este edifício e outros (como a Casa de Jardim de Griesbach ou Das Griesbachsche Gartenhaus) que pertenceram a Griesbach ainda existem na cidade de Jena, onde, além disso, há uma rua batizada em homenagem ao teólogo.